# Parallelia axiniphora
Parallelia axiniphora là một loài bướm đêm trong họ Erebidae.